# A Peep Show epizódjainak listája
Ez a lap a Peep Show epizódjait mutatja be.

## Évados áttekintés
| Évad | Évad | Epizódok | Eredeti sugárzás     | Eredeti sugárzás   | Magyar sugárzás      | Magyar sugárzás      |
| Évad | Évad | Epizódok | Évadpremier          | Évadfinálé         | Évadpremier          | Évadfinálé           |
| ---- | ---- | -------- | -------------------- | ------------------ | -------------------- | -------------------- |
|      | 1    | 6        | 2003. szeptember 19. | 2003. október 24.  | 2023. szeptember 4.  | 2023. szeptember 6.  |
|      | 2    | 6        | 2004. november 12.   | 2004. december 17. | 2023. szeptember 7.  | 2023. szeptember 11. |
|      | 3    | 6        | 2005. november 11.   | 2005. december 16. | 2023. szeptember 12. | 2023. szeptember 14. |
|      | 4    | 6        | 2007. április 13.    | 2007. május 18.    | 2023. szeptember 15. | 2023. szeptember 19. |
|      | 5    | 6        | 2008. május 2.       | 2008. június 6.    | 2023. szeptember 20. | 2023. szeptember 22. |
|      | 6    | 6        | 2009. szeptember 18. | 2009. október 23.  | 2023. szeptember 22. | 2023. szeptember 27. |
|      | 7    | 6        | 2010. november 26.   | 2010. december 29. | 2023. szeptember 27. | 2023. október 2.     |
|      | 8    | 6        | 2012. november 25.   | 2012. december 24. | 2023. október 2.     | 2023. október 5.     |
|      | 9    | 6        | 2015. november 11.   | 2015. december 16. | 2023. október 5.     | 2023. október 10.    |

## Epizódok

### 1. évad (2003)
| Sor. | Év. | Cím                                   | Rendező        | Író                               | Premier                                  |
| ---- | --- | ------------------------------------- | -------------- | --------------------------------- | ---------------------------------------- |
| 1.   | 1.  | Utcai harcosok (Warring Factions)     | Jeremy Wooding | Jesse Armstrong és Sam Bain       | 2003. szeptember 19. 2023. szeptember 4. |
| 2.   | 2.  | Felvételi beszélgetés (The Interview) | Jeremy Wooding | Jesse Armstrong és Sam Bain       | 2003. szeptember 26. 2023. szeptember 4. |
| 3.   | 3.  | Lézeres lövés (On the Pull)           | Jeremy Wooding | Jesse Armstrong és Sam Bain       | 2003. október 3. 2023. szeptember 5.     |
| 4.   | 4.  | Mark barátkozik (Mark Makes a Friend) | Jeremy Wooding | Jesse Armstrong és Sam Bain       | 2003. október 10. 2023. szeptember 5.    |
| 5.   | 5.  | Álommeló (Dream Job)                  | Jeremy Wooding | Glenn Jesse Armstrong és Sam Bain | 2003. október 17. 2023. szeptember 6.    |
| 6.   | 6.  | A temetés (Funeral)                   | Jeremy Wooding | Jesse Armstrong és Sam Bain       | 2003. október 24. 2023. szeptember 6.    |

### 2. évad (2004)
| Sor. | Év. | Cím                                       | Rendező           | Író                               | Premier                                 |
| ---- | --- | ----------------------------------------- | ----------------- | --------------------------------- | --------------------------------------- |
| 7.   | 1.  | Tánciskola (Dance Class)                  | Tristram Shapeero | Jesse Armstrong és Sam Bain       | 2004. november 12. 2023. szeptember 7.  |
| 8.   | 2.  | Jeremy-nek sikerül (Jeremy Makes It)      | Tristram Shapeero | Jesse Armstrong és Sam Bain       | 2004. november 19. 2023. szeptember 7.  |
| 9.   | 3.  | Helyi nulla (Local Zero)                  | Tristram Shapeero | Jesse Armstrong és Sam Bain       | 2004. november 26. 2023. szeptember 8.  |
| 10.  | 4.  | Kihívások egyeteme (University Challenge) | Tristram Shapeero | Jesse Armstrong és Sam Bain       | 2004. december 3. 2023. szeptember 8.   |
| 11.  | 5.  | Férfiak egymás közt (The Man Show)        | Tristram Shapeero | Glenn Jesse Armstrong és Sam Bain | 2004. december 10. 2023. szeptember 11. |
| 12.  | 6.  | Az esküvő (Wedding)                       | Tristram Shapeero | Jesse Armstrong és Sam Bain       | 2004. december 17. 2023. szeptember 11. |

### 3. évad (2005)
| Sor. | Év. | Cím                              | Rendező           | Író                               | Premier                                 |
| ---- | --- | -------------------------------- | ----------------- | --------------------------------- | --------------------------------------- |
| 13.  | 1.  | A rablás (Mugging)               | Tristram Shapeero | Jesse Armstrong és Sam Bain       | 2005. november 11. 2023. szeptember 12. |
| 14.  | 2.  | Kocsmatulajdonosok (Sectioning)  | Tristram Shapeero | Jesse Armstrong és Sam Bain       | 2005. november 18. 2023. szeptember 12. |
| 15.  | 3.  | Varázsgomba (Shrooming)          | Tristram Shapeero | Jesse Armstrong és Sam Bain       | 2005. november 25. 2023. szeptember 13. |
| 16.  | 4.  | A lánytestvérem (Sistering)      | Tristram Shapeero | Jesse Armstrong és Sam Bain       | 2005. december 2. 2023. szeptember 13.  |
| 17.  | 5.  | Az esküdt (Jurying)              | Tristram Shapeero | Glenn Jesse Armstrong és Sam Bain | 2005. december 9. 2023. szeptember 14.  |
| 18.  | 6.  | Hétvégi hegymászás (Quantocking) | Tristram Shapeero | Jesse Armstrong és Sam Bain       | 2005. december 16. 2023. szeptember 14. |

### 4. évad (2007)
| Sor. | Év. | Cím                              | Rendező      | Író                               | Premier                                |
| ---- | --- | -------------------------------- | ------------ | --------------------------------- | -------------------------------------- |
| 19.  | 1.  | Sophie szülei (Sophie's Parents) | Becky Martin | Jesse Armstrong és Sam Bain       | 2007. április 13. 2023. szeptember 15. |
| 20.  | 2.  | Konferencia (Conference)         | Becky Martin | Jesse Armstrong és Sam Bain       | 2007. április 20. 2023. szeptember 15. |
| 21.  | 3.  | Az edzés (Gym)                   | Becky Martin | Jesse Armstrong és Sam Bain       | 2007. április 27. 2023. szeptember 18. |
| 22.  | 4.  | Az asszisztens (Handyman)        | Becky Martin | Jesse Armstrong és Sam Bain       | 2007. május 4. 2023. szeptember 18.    |
| 23.  | 5.  | Legénybúcsú (Holiday)            | Becky Martin | Glenn Jesse Armstrong és Sam Bain | 2007. május 11. 2023. szeptember 19.   |
| 24.  | 6.  | Az esküvő (Wedding)              | Becky Martin | Jesse Armstrong és Sam Bain       | 2007. május 18. 2023. szeptember 19.   |

### 5. évad (2008)
| Sor. | Év. | Cím                              | Rendező      | Író                               | Premier                              |
| ---- | --- | -------------------------------- | ------------ | --------------------------------- | ------------------------------------ |
| 25.  | 1.  | A betörés (Burgling)             | Becky Martin | Jesse Armstrong és Sam Bain       | 2008. május 2. 2023. szeptember 20.  |
| 26.  | 2.  | A fellépés (Spin War)            | Becky Martin | Jesse Armstrong és Sam Bain       | 2008. május 9. 2023. szeptember 21.  |
| 27.  | 3.  | A csőd (Jeremy's Broke)          | Becky Martin | Jesse Armstrong és Sam Bain       | 2008. május 16. 2023. szeptember 20. |
| 28.  | 4.  | Jeremy anyja (Jeremy's Mummy)    | Becky Martin | Simon Blackwell                   | 2008. május 23. 2023. szeptember 21. |
| 29.  | 5.  | Jeremy főnöke (Jeremy's Manager) | Becky Martin | Glenn Jesse Armstrong és Sam Bain | 2008. május 30. 2023. szeptember 21. |
| 30.  | 6.  | Mark asszonya (Mark's Women)     | Becky Martin | Jesse Armstrong és Sam Bain       | 2008. június 6. 2023. szeptember 22. |

### 6. évad (2009)
| Sor. | Év. | Cím                               | Rendező      | Író                               | Premier                                   |
| ---- | --- | --------------------------------- | ------------ | --------------------------------- | ----------------------------------------- |
| 31.  | 1.  | Jeremy munkája (Jeremy at JLB)    | Becky Martin | Jesse Armstrong és Sam Bain       | 2009. szeptember 18. 2023. szeptember 22. |
| 32.  | 2.  | A teszt (The Test)                | Becky Martin | Jesse Armstrong és Sam Bain       | 2009. szeptember 25. 2023. szeptember 25. |
| 33.  | 3.  | Jeremy szerelmes (Jeremy in Love) | Becky Martin | Simon Blackwell                   | 2009. október 2. 2023. szeptember 25.     |
| 34.  | 4.  | A viszony (The Affair)            | Becky Martin | Jesse Armstrong és Sam Bain       | 2009. október 9. 2023. szeptember 26.     |
| 35.  | 5.  | A buli (The Party)                | Becky Martin | Glenn Jesse Armstrong és Sam Bain | 2009. október 16. 2023. szeptember 26.    |
| 36.  | 6.  | A hajó (Das Boot)                 | Becky Martin | Jesse Armstrong és Sam Bain       | 2009. október 23. 2023. szeptember 27.    |

### 7. évad (2010)
| Sor. | Év. | Cím                                | Rendező      | Író                               | Premier                                 |
| ---- | --- | ---------------------------------- | ------------ | --------------------------------- | --------------------------------------- |
| 37.  | 1.  | Kórházban (St Hospitals)           | Becky Martin | Jesse Armstrong és Sam Bain       | 2010. november 26. 2023. szeptember 27. |
| 38.  | 2.  | Tolongás (Man Jam)                 | Becky Martin | Jesse Armstrong és Sam Bain       | 2010. december 3. 2023. szeptember 28.  |
| 39.  | 3.  | Egy csodás elme (A Beautiful Mind) | Becky Martin | Simon Blackwell                   | 2010. december 10. 2023. szeptember 28. |
| 40.  | 4.  | Senkiföldje (Nether Zone)          | Becky Martin | Jesse Armstrong és Sam Bain       | 2010. december 17. 2023. szeptember 29. |
| 41.  | 5.  | Karácsony (Seasonal Beatings)      | Becky Martin | Glenn Jesse Armstrong és Sam Bain | 2010. december 24. 2023. szeptember 29. |
| 42.  | 6.  | Szilveszter (New Year's Eve)       | Becky Martin | Jesse Armstrong és Sam Bain       | 2010. december 29. 2023. október 2.     |

### 8. évad (2012)
| Sor. | Év. | Cím                                                       | Rendező      | Író                         | Premier                             |
| ---- | --- | --------------------------------------------------------- | ------------ | --------------------------- | ----------------------------------- |
| 43.  | 1.  | Jeremy terápiája (Jeremy Therapised)                      | Becky Martin | Jesse Armstrong és Sam Bain | 2012. november 25. 2023. október 2. |
| 44.  | 2.  | A fáraók üzleti titkai (Business Secrets of the Pharaohs) | Becky Martin | Jesse Armstrong és Sam Bain | 2012. december 2. 2023. október 3.  |
| 45.  | 3.  | A szerelmi bunker (The Love Bunker)                       | Becky Martin | Jesse Armstrong és Sam Bain | 2010. december 9. 2023. október 3.  |
| 46.  | 4.  | A nagy marha Andy (Big Mad Andy)                          | Becky Martin | Simon Blackwell             | 2012. december 16. 2023. október 4. |
| 47.  | 5.  | Mark elnök (Chairman Mark)                                | Becky Martin | Tom Basden                  | 2012. december 23. 2023. október 4. |
| 48.  | 6.  | Hétvégi hegymászás II. (Quantocking II)                   | Becky Martin | Jesse Armstrong és Sam Bain | 2012. december 24. 2023. október 5. |

### 9. évad (2015)
| Sor. | Év. | Cím                                                       | Rendező      | Író                         | Premier                              |
| ---- | --- | --------------------------------------------------------- | ------------ | --------------------------- | ------------------------------------ |
| 49.  | 1.  | A William Morris évek (The William Morris Years)          | Becky Martin | Jesse Armstrong és Sam Bain | 2015. november 12. 2023. október 5.  |
| 50.  | 2.  | Gregory szakálla (Gregory's Beard)                        | Becky Martin | Jesse Armstrong és Sam Bain | 2015. november 18. 2023. október 6.  |
| 51.  | 3.  | Hármasban (Threeism)                                      | Becky Martin | Jesse Armstrong és Sam Bain | 2015. november 25. 2023. október 6.  |
| 52.  | 4.  | A bőrgyógyászati randi (Mole-Mapping)                     | Becky Martin | Jon Brown                   | 2015. december 2. 2023. október 9.   |
| 53.  | 5.  | Gyerekfarm (Kid Farm)                                     | Becky Martin | Jesse Armstrong és Sam Bain | 2015. december 9. 2023. október 9.   |
| 54.  | 6.  | Minden rendben lesz velünk? (Are We Going to Be Alright?) | Becky Martin | Jesse Armstrong és Sam Bain | 2015. december 16. 2023. október 10. |